# 천다

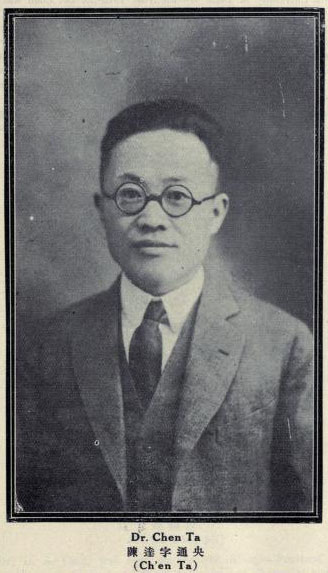
천다

천다(중국어 간체자: 陈达, 정체자: 陳達, 병음: Chén Dá, 한자음: 진달, 1892년 4월 4일 ~ 1975년 1월 16일)는 중국의 전 사회학자, 인구학자이다.

## 이력
천다는 중국 저장성 위항 구에서 태어났으며 1912년부터 1916년까지 베이징의 칭화 학교에서 공부했다. 미국에 유학하여 1923년 미국 컬럼비아 대학교에서 사회학 박사 학위를 취득하였다.
1924년부터 칭화 대학에서 재직했으며 1929년에는 칭화 대학에 사회학과를 설립하고 초대 주임을 맡았다. 또한 항전 기간에는 국립 창사 임시 대학 사회학과 교수, 국립 시난(西南) 연합 대학 사회학과 교수를 역임했다. 중화인민공화국 성립 이후에, 1952년까지 칭화 대학 사회학과 교수로 재직하였고, 중국의 인구 문제, 노동 문제, 화교 분야에 대해서 주로 연구하였다.
1952년 9월에는 중화인민공화국 정부가 대학 내 사회학과의 폐지를 단행하면서 리징한(李景漢), 자오청신(趙承信) 등 칭화 대학의 다른 사회학과 교수들과 함께 중국 인민 대학에 전출하여 노동 분야를 연구하였다. 중국에서는 개혁개방 이후로, 1980년대부터 2000년대 사이에 사회학과의 개설 또는 재건 작업을 본격적으로 전개하였다.